# Google Keep
Google Keep – usługa internetowa, której właścicielem jest amerykańskie przedsiębiorstwo Google. Usługa umożliwia tworzenie notatek tekstowych, dźwiękowych i ze zdjęciem. Użytkownik Google Keep może utworzyć notatkę z przypomnieniem opartym na lokalizacji oraz ustawić przypomnienie czasowe. Filtr umożliwia wyszukiwanie notatek według ich koloru i innych atrybutów. Oprócz tradycyjnego białego motywu, Google udostępnił czarny, który dostępny był w USA początkowo, jednakże później rozszerzono jego dostęp na inne kraje.
W 2013 roku aplikacja Google Keep znalazła się na liście 50 najlepszych aplikacji na system operacyjny Android według tygodnika „Time”. Aplikacja została zainstalowana ponad 100 milionów razy.